# Nanocompartimento de encapsulina

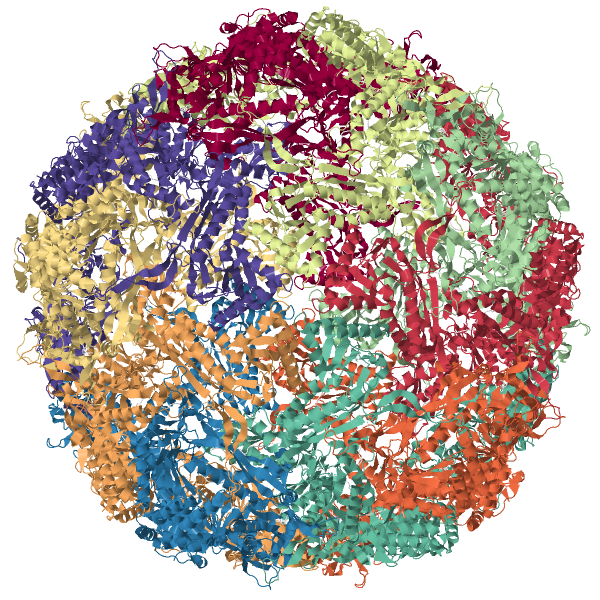
Estrutura cristalina da encapsulina de Thermotoga marítima

Os nanocompartimentos de encapsulina ou gaiolas da proteína encapsulina são organelos bacterianos esféricos com uns 30 nm de diâmetro que interveem em vários aspectos do metabolismo, em particular no sequestro de ferro, que servem para proteger bactérias de stress oxidativo. Quanto à sua estrutura e função, são bastante parecidos com ferritinas. São compostos por várias proteínas encapsulina, incluindo a proteína de revestimento EncA e as proteínas internas EncB, EncC e EncD. As suas estruturas foram estudadas em grande detalhe com recurso à cristalografia de raios X e microscopia crioelectrónica. As encapsulinas purificadas de Rhodococcus jostii podem unir-se e desunir-se com as mudanças de pH. No estado combinado, o compartimento melhora a atividade da sua carga, uma enzima peroxidase.

## Uso como plataforma para a bioengenharia
Recentemente, os nanocompatimentos de encapsulina começaram a suscitar um interesse considerável por parte do bio-engenheiros devido ao seu potencial para a distribuição direccionada de droga, proteínas e ARNm para células específicas de interesse.